# 法律价值
法律价值是一个法学概念，指在作为客体的法律与作为主体的人的关系中，法律对一定主体需要的满足状况，以及由此产生的人对法律性状属性作用的评价。
美国法学家庞德曾指出：“价值问题虽然是一个困难的问题，但是法律科学所不能回避的。即使是最粗糙、最草率或最反复无常的关系调整或行为安排，在其背后总有对各种相互冲突和相互重叠的利益进行评价的某种准则。在法律史的各个经典时期，无论在古代或近现代世界里，对价值准则的论证批判或合乎逻辑的适用，都曾是法学家的主要活动。”

## 法律价值体系
法律价值作为一种具体价值，是社会价值系统中的子系统。从一定意义上说，法律本身就是一个价值系统，反映一定的价值关系。在人类生活中，像经济、政治、道德、艺术、宗教、法律、军事这些特有领域。本身就是从来就是人们直接追求和实现某种价值的方式。他们的本身就是一定的价值和价值观念体系彼此密不可分。法律既反映社会事实，又设定社会理想和目标。

### 法律价值的内容

#### 正义价值

##### 关于正义与法律关系的学说
法律与正义天然密切相联系。古罗马法学家乌尔比安认为，法学是“关于正义与非正义的学问”。法学家凯尔苏斯称“法律是善和正义的艺术”。关于法律和正义的关系。代表性学说主要有以下三种：
1. 法律为正义奠定了原则基础，提供了正义的标准。这种观点认为，法律本身就代表正义，正义与否由法律决定。其代表人物为霍布斯。
2. 正义为法律奠定了基础和原则，是衡量法律好坏的标准。这种观点认为正义与法律密不可分。正义是法律的内容和法律的尺度，法律是实现正义的手段和正义的体现，法律必须蕴含体现和实施正义，否则就不是法律。自然法学派的众多思想家认为法律与正义有密切关系。自然法是理性的体现，代表正义，实在法应根据自然法制定。
3. 法律与正义无关，至少没有必然的联系。这种观点既否认正义是法律的价值和标准，也否认法律是正义的基础和尺度。多数法律实证主义法学家就持这种观点，他们注重分析法律的形式和结构，而不是道德和社会内容。在观察法律结构时，不考虑规范的内容是否正义，而是力图把法学与其他学科，如伦理学、心理学、社会学分开。[3]

##### 作为法律价值的正义
1. 正义表现为一种法律的价值目标。
2. 正义既是法律原则，又是衡量法律优劣的标准。
3. 正义推动法律的革新。

##### 通过法律实现正义
- 通过立法分配权利以确立正义。
- 通过惩罚非正义行为以维护正义。
- 通过公正的补偿损失以恢复正义。

## 法律价值冲突
法律价值是一个多元化的庞大体系，其中包含各种不同的准则，而每一个价值又都有自身相对的独特性。这样，多种不同的价值共存，在逻辑上就有相互冲突的可能性。例如，法律的自由价值强调以个性展开为实现途径，而法律的平等价值则侧重群体性的整齐划一。

### 法律价值冲突的原因
导致法律价值冲突的原因是多方面的。首先，社会生活的广泛性和复杂性、社会条件的多重性与变化性是导致法律价值冲突的客观原因。其次，法律价值主体的多元性和多样性是法律价值冲突的主观原因。

### 法律价值冲突的解决原则
1. 价值位阶原则：预先对各个法律价值进行优先性关系排序，在发生价值冲突时，直接选取排序在前的价值加以保护。
2. 功利主义原则：选取在结果上最能够实现“最大多数人的最大幸福”的价值加以优先保护。
3. 比例原则：为了保护优先级较高的价值而需限制优先级较低的价值时，应选择对优先级较低价值侵害最小的方式进行，不能超过必要限度。
4. 个案平衡原则：属于同一位阶上的法的价值产生冲突时，必须综合考虑主体之间的特定情形、需求和利益，以使个案的解决能够适当兼顾各方利益。